# Semiarundinaria
Genre
Semiarundinaria est un genre de plantes monocotylédones de la famille des Poaceae, sous-famille des Bambusoideae, originaire de Chine et du Japon, qui comprend sept espèces.

## Caractéristiques générales
Les plantes du genre Semiarundinaria sont des bambous rhizomateux sempervirents, dont les tiges ligneuses (chaumes), aux entrenœuds creux, peuvent atteindre de 3 à 10 mètres de haut et 4 cm de diamètre.
Ce sont des espèces tétraploïdes qui comptent 48 chromosomes (2n = 4x = 48).

## Liste d'espèces
Selon The Plant List (6 février 2018) :
- Semiarundinaria densiflora (Rendle) T.H.Wen
- Semiarundinaria fastuosa (Mitford) Makino
- Semiarundinaria fortis Koidz.
- Semiarundinaria kagamiana Makino
- Semiarundinaria shapoensis McClure
- Semiarundinaria sinica T.H.Wen
- Semiarundinaria yashadake (Makino) Makino